# Guido Castelnuovo
Guido Castelnuovo (Venezia, 14 agosto 1865 – Roma, 27 aprile 1952) è stato un matematico e statistico italiano, principalmente conosciuto per i suoi fondamentali contributi alla geometria algebrica. È stato uno dei maggiori rappresentanti della Scuola italiana di geometria algebrica.

## Biografia

### Giovinezza
Nacque in una famiglia ebraica, da Enrico Castelnuovo, romanziere che aveva partecipato attivamente al movimento per l'unificazione d'Italia, e da Emma Levi, nipote di Cesare Lombroso e David Levi.
Dopo aver frequentato il Liceo Foscarini di Venezia, dove ebbe come docente Aureliano Faifofer, si iscrisse all'Università degli Studi di Padova, dove si laureò in Matematica nel 1886. All'Università di Padova ebbe come insegnante Giuseppe Veronese che gli trasmise l'interesse per lo studio della geometria. Dopo la sua laurea spedì un suo scritto a Corrado Segre, professore a Torino molto impegnato nella didattica, che gli rispose con gentilezza e dandogli utili consigli. Questo fu di grande stimolo per Castelnuovo e segnò l'inizio di un lungo periodo di collaborazione tra i due.

### Carriera universitaria
Castelnuovo passò un anno a Roma, dove insegnava Luigi Cremona, per incominciare ricerche di geometria avanzata. Dopo questo fu nominato assistente di Enrico D'Ovidio all'Università degli Studi di Torino. In questa sede fu fortemente influenzato da Corrado Segre e poté sviluppare una serie di brillanti ricerche. Nel 1891 tornò a Roma dove aveva ottenuta la cattedra di geometria analitica e proiettiva. Qui ebbe Luigi Cremona come collega molto impegnato in politica e ormai lontano dalla ricerca, ma docente di Geometria superiore. Alla morte di Cremona nel 1903 gli subentrò nell'insegnamento della Geometria Superiore e da questa cattedra ebbe modo di contribuire alla crescita della cosiddetta Scuola italiana di geometria algebrica.
Nel 1901 entrò a far parte dell'Accademia dei Lincei.

### Regime fascista e Seconda guerra mondiale
Nel 1933 il fascismo richiese a tutti i membri dell'Accademia d'Italia (che aveva inglobato l'Accademia dei Lincei nel 1929) il giuramento di fedeltà al regime per restare a far parte dell'Accademia. Castelnuovo prestò giuramento l'anno dopo. Nel 1935, settantenne, si ritirò dall'insegnamento. Con l'occupazione di Roma da parte dei nazisti dopo l'8 settembre 1943, Castelnuovo, come Federigo Enriques e tanti altri ebrei, fu costretto a nascondersi. Nonostante ciò, e nonostante l'età, egli contribuì validamente all'organizzazione di corsi clandestini di livello universitario per studenti ebrei, anch’essi estromessi dalle università italiane .

### Ultimi anni
Dopo la liberazione di Roma (4 giugno 1944), Castelnuovo fu nominato commissario speciale del Consiglio Nazionale delle Ricerche, il maggiore ente per la ricerca italiano, con il compito di avviarne la riorganizzazione dopo la sostanziale paralisi del periodo bellico.
Fu componente della commissione di epurazione della ricostituita Accademia dei Lincei nel 1944-46, poi fu eletto presidente dell'organismo, carica che mantenne fino agli ultimi giorni, creando rapporti consolidati con i più importanti matematici del mondo.
Fu eletto membro della Académie des Sciences di Parigi.
Il 5 dicembre 1949 diventò senatore a vita della Repubblica Italiana.
Castelnuovo morì all'età di 86 anni, il 27 aprile 1952 a Roma.

## Vita privata
Sposò Elbina Marianna Enriques, sorella del matematico Federigo Enriques e dello zoologo Paolo Enriques, con cui ebbe la figlia Emma, anch'ella matematica.

## Opere
Nel periodo trascorso a Torino Castelnuovo fu fortemente influenzato da Corrado Segre e ottenne importanti risultati nella teoria delle curve algebriche. Fece anche un passo avanti importante nella reinterpretazione in termini di proiettività del lavoro sulle serie lineari fatto da Alexander von Brill e Max Noether (teoria di Brill-Noether).
Castelnuovo aveva una propria teoria su come la matematica avrebbe dovuto essere insegnata. I suoi corsi si dividevano in due parti: nella prima veniva data una panoramica generale della matematica, nella seconda si entrava più nello specifico nella teoria delle curve algebriche. Così egli disse al riguardo di questo approccio:
 … la ragione di questa suddivisione consiste nel fatto che da una parte è necessario avere una cultura generale e dall'altra è necessario avere conoscenze approfondite in un campo particolare.
Tenne anche dei corsi sulle funzioni algebriche e sugli integrali abeliani. Qui egli trattò, tra le altre cose, le superfici Riemanniane, le geometrie non-euclidee, la geometria differenziale, l'interpolazione e l'approssimazione e la teoria della probabilità.
Egli ritenne quest'ultima la più interessante, poiché, essendo una teoria relativamente recente, risultava più chiara la relazione tra la deduzione e il contributo empirico. Nel 1919 pubblicò il Calcolo della probabilità. Scrisse anche l'opera Le origini del calcolo infinitesimale nell'era moderna. La più importante opera di Castelnuovo riguarda la geometria algebrica.
Nel 1892 incominciò una collaborazione con Federigo Enriques: questa collaborazione cominciò quando Enriques era solo uno studente, ma si intensificò nei vent'anni che seguirono. Nel 1902 sottoposero il loro lavoro all'Accademia dei Lincei, ma non ricevettero il premio atteso poiché inviarono il loro scritto a nome di entrambi e non a nome di uno solo; ricevettero comunque entrambi il premio negli anni seguenti.
Un teorema importante attribuito in parte a Castelnuovo fu il teorema di Kronecker-Castelnuovo. Kronecker non pubblicò mai tale teorema, ma lo enunciò in una conferenza; la dimostrazione fu invece fatta da Castelnuovo.
Infine, Castelnuovo si dedicò pure al calcolo delle probabilità e alla statistica, nonché mostrò interessi verso le nuove teorie relativistiche.
Complessivamente Castelnuovo pubblicò più di cento articoli, libri e memorie.

## Contributi suScientia
Di seguito sono riportati i contributi redatti per il periodico semestrale Scientia.

### Articoli
- Il valore didattico della Matematica e della Fisica in Rivista di Scienza, Vol. I, Bologna, 1907.
- Il principio della relatività e i fenomeni ottici, 9, 1911, pp. 64–86
- Il calcolo delle probabilità e le scienze di osservazione, 23, 1918, pp. 176–184
- Questioni di metodo nel calcolo delle probabilità, 23, 1918, pp. 241–248
- (FR)  L'espace-temps des relativistes a-t-il un contenu reel?, 33, 1923, pp. 169–180
- Forma e dimensioni dell'universo, 49, 1931, pp. 403–412
- Determinismo e probabilità, 53, 1933, pp. 1–12
- Il principio di causalità, 60, 1936, pp. 61–68
- Le vedute di Galileo e la fisica odierna, 78, 1945, pp. 61–67

### Recensioni
- Borel, E. - Principes et formules classiques du calcul des probabilités, 42, 1927, pp. 291–293
- Borel, E. - Mécanique statistique classique, 42, 1927, pp. 291–293
- Lévy, P. - Calcul des probabilités, 42, 1927, pp. 291–293
- Silberstein, L. - The size of the Universe, 49, 1931, pp. 131–132
- Montessus de Ballore, (de) R. - Probalites et statistiques, 53, 1933, pp. 54–56
- Deltheil, R. - Erreurs et moindres carres, 53, 1933, pp. 54–56
- Charlier, C. V. L. - Application de la theorie des probabilites a l'astronomie, 53, 1933, pp. 54–56
- Mises, (v.) R. - Wahrscheinlichkeitsrechnung und ihre Anwendung in der Statistik und theoretischen Physik, 53, 1933, pp. 427–428
- Risser, R. et Traynard, C.-C. - Les principes de la statistique mathematique, 56, 1934, pp. 42–43
- Risser, r. - Applications de la statistique a la demographie et a la biologie, 56, 1934, pp. 42–43
- Kamke, E. - Einführung in die Wahrscheinlichkeitstheorie, 56, 1934, pp. 42–43
- Enriques, F. - Il Problema della vita, 63, 1938, pp. 297–297